# MVM Dome
Le MVM Dome, aussi appelé Budapest Arena, est une salle omnisports (Arena) située à Budapest en Hongrie. Construite en vue du Championnat d'Europe masculin de handball 2022, elle peut accueillir 20 022 spectateurs, ce qui en fait la plus grande salle dédiée au handball en Europe.

## Historique
La salle est construite en vue du Championnat d'Europe masculin de handball 2022.
Elle devrait également accueillir le Championnat d'Europe féminin de handball 2024, le Championnat du monde féminin de handball 2027 et le Final Four de la Ligue des champions féminine de l'EHF à partir de 2022.
Son usage est ensuite élargi pour accueillir des concerts, des expositions, des conférences, etc.